# Shōji

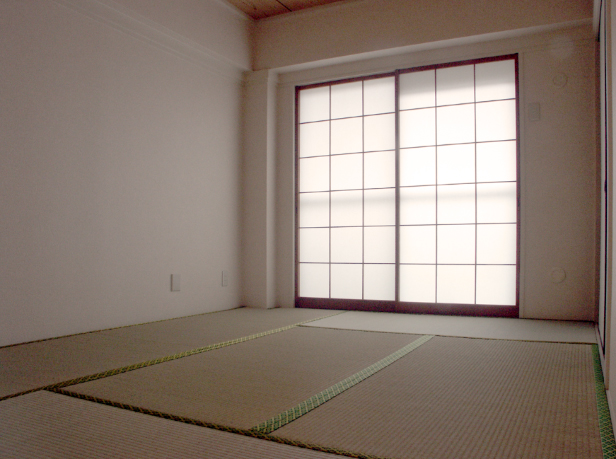
Habitación japonesa con puertas shōji.

Se denomina shōji (en caracteres japoneses 障子) a un tipo de puerta tradicional en la arquitectura japonesa. Funciona como divisor de habitaciones y consiste en papel japonés traslúcido con un marco de madera. A menudo las puertas shōji están diseñadas para abrirse deslizándose o doblándose por la mitad, para que ocupen menos espacio que una puerta pivotante. Se usan en casas tradicionales, pero también en viviendas de estilo occidental, especialmente en el washitsu, y ahora se ven en Japón como un requisito indispensable para que una vivienda tenga aspecto japonés. Estas puertas pueden estar en el interior de la casa o dar al exterior, si se trata de una casa tradicional japonesa. A menudo suelen colgarse fuurines de estas.